# 河西邦剛
河西 邦剛（かさい くにたか、1984年8月29日 - ）は、千葉県船橋市出身の日本の弁護士（東京弁護士会所属）。レイ法律事務所の統括パートナー弁護士。法務博士。日本エンターテイナーライツ協会共同代表理事。レイミュージックエンターテインメント代表。芸能プロダクションELBS Entertainment所属。
メディア法務、企業法務、エンターテインメント法務、芸能法務を主要な業務分野とし、メディアからは「エンタメ法務の第一人者」として紹介される。テレビ局対象に講演を多数行う。

## 略歴
- 2000年 - 船橋市立飯山満中学校卒業
- 2003年 - 千葉国際高等学校卒業
- 2011年 - 早稲田大学人間科学部卒業
- 2013年 - 早稲田大学大学院法務研究科修了 新司法試験合格[11]
- 2014年 - 東京弁護士会弁護士登録
- 2015年 - 都内法律事務所勤務後 レイ法律事務所へ移籍
- 2016年 - レイ法律事務所パートナー就任
- 2017年 - 日本エンターテイナーライツ協会 共同代表理事就任
- 2019年 - レイミュージックエンターテインメント代表就任
- 2024年 - 東京弁護士会民事介入暴力対策特別委員会 部会長就任

## メディア出演歴

### テレビ

#### テレビ（報道・情報番組）
- ひるおび！（不定期[12] TBS）芸能法務・エンターテインメント法務・メディア法務に詳しい弁護士として紹介
- めざましテレビ（不定期 フジテレビ）独占禁止法について解説
- Nスタ（不定期[13] TBS）ジャニーズ事務所の記者会見について解説等
- news zero（2025年1月9日[14]等不定期 日本テレビ）中居正広氏の週刊誌トラブルについて解説
- ワイド！スクランブル（不定期[15] テレビ朝日）ジャニーズ事務所の性加害問題について解説等
- ZIP!（2024年9月11日等不定期 日本テレビ）推し活に潜む危険について解説
- サンデージャポン（不定期[16][17][18] TBS）週刊誌報道の法律的問題点について解説
- 羽鳥慎一モーニングショー（2024年1月25日 テレビ朝日）週刊誌報道の法律的問題点について解説
- Live News it!（2025年1月23日等不定期[19] フジテレビ）フジテレビの企業体質について解説
- NEWS23（2024年11月8日[20]等 TBSテレビ）松本人志の訴訟について解説
- DayDay.（2023年12月25日 日本テレビ）
- news every.（2019年7月25日 日本テレビ）芸能契約について解説
- スーパーJチャンネル（2025年1月22日等[21] テレビ朝日）フジテレビ記者会見についてスタジオ解説
- 所さん!事件ですよ（2023年8月17日[22] NHK）
- グッド!モーニング（2025年1月12日等 テレビ朝日）芸能人の刑事事件について解説
- THE TIME,（2023年9月14日[23]等 TBSテレビ）
- アッコにおまかせ!（2023年10月8日 TBSテレビ）メディア関係に詳しい弁護士として紹介
- 情報7daysニュースキャスター（2021年4月10日 TBSテレビ）
- NHKニュース7（2018年2月15日 NHK）芸能人の移籍制限の実態について解説
- よんチャンTV（不定期[24] MBS毎日放送）男性地下アイドルについて解説
- 正義のミカタ（2023年10月14日[25] 朝日放送）チケット違法転売について解説
- LIVEコネクト!（2023年5月27日等 関西テレビ）
- 旬感LIVE とれたてっ!（2025年1月10日[26]等 関西テレビ）中居正広の週刊誌トラブルについて解説
- みんなのニュース（2017年2月6日等 フジテレビ）音楽著作権について解説
- あさチャン!（2017年8月26日 TBS）CM、映画、ドラマの違約金について解説
- 直撃LIVE グッディ!（2017年10月30日等 フジテレビ）芸能トラブル・エンターテインメント分野の法律問題が専門と紹介
- 情報プレゼンター とくダネ!（2016年12月13日等 フジテレビ）広告出演契約、違約金について解説

#### テレビ（バラエティ番組）
- 水トク！「犯人に告ぐ！盗聴盗撮 怒りの追跡バスターズ！！第1弾～第9弾[27]」（第1弾2016年11月2日 第2弾2017年5月3日 第3弾2017年10月11日 第4弾2018年2月28日 第5弾2018年5月2日 第6弾2019年1月27日 第7弾2019年6月5日 第8弾2019年10月16日 第9弾2021年12月1日 TBS)
- ビートたけしのTVタックル（不定期[28][29][30][31][32] テレビ朝日）
- ワールド極限ミステリー（2024年12月11日 TBSテレビ）
- 訳あり人の駆け込み寺～明日は我が身～（第2弾2019年1月8日 第3弾2019年7月2日 第4弾2019年12月17日 フジテレビ[33]）
- ヤバい話のHow Much?〜ヤバい法律相談所〜（2019年7月4日～2019年9月18日[34] テレビ朝日）
- EXI怒（2020年9月25日[35] テレビ朝日）
- じっくり聞いタロウ〜スター近況（秘）報告〜 （2017年9月21日[36] テレビ東京）芸能トラブル専門弁護士として紹介
- ヨソで言わんとい亭 〜ココだけの話が聞ける（秘）料亭〜 （2016年1月28日 テレビ東京）盗撮犯狩りについて詳しい弁護士として紹介
- バイキング（2016年5月26日等 フジテレビ）
- オタ恋（2016年7月 BS朝日）

#### テレビドラマ
- ドラマスペシャル緊急取調室（2015年9月27日 テレビ朝日）
- グッドパートナー 無敵の弁護士（2016年6月9日 テレビ朝日）
- 緊急取調室SECOND SEASON（2017年6月8日 テレビ朝日）

#### インターネットテレビ
- AbemaPrime（不定期[37]）芸能トラブルを主に扱う弁護士として紹介

### ドラマ監修
- ドラマスペシャル緊急取調室（2015年9月27日 テレビ朝日）
- 黒い樹海（2016年3月13日 テレビ朝日）
- グッドパートナー 無敵の弁護士 （2016年4月21日-6月16日 テレビ朝日）
- 緊急取調室SECOND SEASON（2017年4月20日-6月15日 テレビ朝日）
- 指定弁護士（2018年9月23日 テレビ朝日）

### 新聞
- 朝日新聞（2017年7月13日）「芸能人らの移籍制限は独禁法違反？ 公取委が実態調査へ」
- 産経新聞（2017年7月24日）芸能人の労働問題と労働法規について解説
- 毎日新聞（2017年9月3日）芸能人の移籍制限と独占禁止法について解説
- 東京新聞（2018年1月12日）芸能トラ

## プロデューサー
弁護士として事件を解決するだけでなくエンターテインメントとして社会に伝えていくことが本質的解決につながるという考えのもとアイドルグループや舞台のプロデュースを行う。

## 人物
- 叔父は株式会社アートディンクの創業者で代表取締役兼副社長の河西克重である
- 桜田門外の変で死亡した河西忠左衛門良敬の末裔

## 書籍等
- 清く楽しく美しい推し活 ~推しから愛される術[39]（2022年2月7日 東京法令出版 ISBN 978-4-8090-3192-2 C0095）
- 『盗撮ハンターにあってしまった』[40] 脚本

## 講演
- 「映像制作と著作権（2018年3月8日）」日本ビデオコミュニケーション協会（JAVCOM）
- 「テレビ放送と著作権（2018年5月25日）」新社会システム総合研究所（SSK）
- 「テレビ番組制作とBPO対策＆権利処理（2018年11月28日）」新社会システム総合研究所（SSK）
- 「テレビ番組制作の権利処理（2019年5月31日）」新社会システム総合研究所（SSK）
- 「ドラマ・映画制作における著作権法上・実務上の許諾取得（2019年9月27日）」新社会システム総合研究所（SSK）
- 「テレビ番組二次利用（ネット配信）に係る法律実務（2020年3月10日等）」新社会システム総合研究所（SSK）
- 「法律知識で犯罪から身を守ろう キャリアサポートプログラム[41]」千葉県船橋市
- 「メディア・リテラシー講座（2024年10月24日）」東京都豊島区